# Sự phân cực ánh sáng

## Lý thuyết

### Ánh sáng tự nhiên và ánh sáng phân cực
Tia sáng, trong đó các vectơ điện trường ({\displaystyle E}) và từ trường ({\displaystyle H}) dao động trong những mặt phẳng xác định vuông góc với nhau được gọi là tia sáng phân cực phẳng. Mặt phẳng trong đó vectơ điện trường {\displaystyle E} dao động được gọi là mặt phẳng dao động. Mặt phẳng trong đó vectơ từ trường {\displaystyle H} dao động được gọi là mặt phẳng phân cực.
Trong nguồn sáng có kích thước dù rất nhỏ, những quá trình sơ cấp của sự bức xạ ánh sáng bởi các nguyên tử xảy ra một cách độc lập với nhau, do đó các trục của các dao động tử vi mô định hướng hỗn loạn và ánh sáng thông thường không bị phân cực. Trong ánh sáng tự nhiên do một nguồn bất kì phát ra, các dao động của các vectơ điện trường và từ trường của nó xảy ra như nhau trong tất cả các mặt phẳng cắt nhau theo một đường thẳng trùng với phương của tia sáng.

### Sự phản xạ của ánh sáng trên các chất điện môi
Tia phản xạ thu được bị phân cực trong mặt phẳng tới (nghĩa là các dao động của vectơ điện trường trong tia phản xạ xảy ra theo phương vuông góc với mặt phẳng tới). Các hệ số phản xạ {\displaystyle S_{1}} đối với tia phân cực trong mặt phẳng vuông góc với mặt phẳng tới, được xác định bởi những công thức Fresnel. Theo các công thức Fresnel, khi ánh sáng tự nhiên đập lên thủy tinh có chiết suất {\displaystyle n=1,54} dưới góc Brewster, sẽ có {\displaystyle 16,5\%} năng lượng của các dao động vuông góc với mặt phẳng tới và {\displaystyle 0\%} năng lượng của các dao động trong mặt phẳng tới được phản xạ. {\displaystyle 100\%} năng lượng của các dao động trong mặt phẳng tới và {\displaystyle 83,5\%} năng lượng của các dao động vuông góc với mặt phẳng tới bị khúc xạ.

### Sự phân cực
Sự phân cực ánh sáng là sự tách khỏi chùm ánh sáng tự nhiên những tia phân cực trong một mặt phẳng xác định. Sự phân cực ánh sáng quan sát thấy trong sự phản xạ và khúc xạ của ánh sáng tự nhiên và cả khi nó truyền qua các môi trường dị hướng, các môi trường này cho các tia dao động trong các mặt phẳng khác nhau đi qua không giống nhau (các kính phân cực).

### Sự phân cực khi khúc xạ và phản xạ trên chất điện môi
Tia phản xạ sẽ hoàn toàn bị phân cực nếu tang của góc tới bằng chiết suất tỉ đối của môi trường, mà trên mặt giới hạn của nó có xảy ra sự phản xạ: {\displaystyle tgi=n_{2,1}}. ĐỊnh luật này được gọi là định luật Brewster, góc {\displaystyle i} được gọi là góc Brewster (David Brewster, 1781-1868). Khi ánh sáng đập tới dưới góc Brewster, các tia phản xạ và khúc xạ lập với nhau một góc vuông. Định luật Brewster đúng khi ánh sáng phản xạ trên các chất điện môi và không ứng dụng được khi ánh sáng phản xạ trên bề mặt các kim loại.

### Sự phân cực trong một chồng bản
Nếu thay cho một bản trong suốt ta lấy một chồng gồm số bản và hướng vào nó một chùm tia tự nhiên dưới góc Brewster, thì phần ánh sáng phân cực trong mặt phẳng vuông góc với mặt phẳng tới sẽ tăng lên trong tia truyền thẳng, nếu số {\displaystyle m} các bản tăng lên. Tỷ số giữa năng lượng của các dao động với mặt phẳng tới và năng lượng của các dao động nằm trong mặt phẳng bằng {\displaystyle 0,835m}. Nếu {\displaystyle m} lớn, tia khúc xạ hầu như bị phân cực hoàn toàn.

### Hiện tượng lưỡng chiết

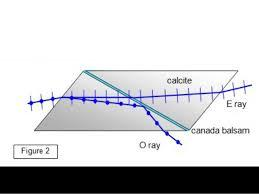

Khi tia sáng tự nhiên đập tới một tinh thể spat băng đảo, có xảy ra hiện tượng lưỡng chiết. Tia sáng tách thành hai tia, một tia được gọi là tia thường, còn một tia được gọi là tia bất thường. Tia thường tuân theo định luật khúc xạ khi vào và khi ra khỏi tinh thể. Đối với tia này, chiết suất của nó trong tinh thể spat băng đảo bằng {\displaystyle n_{o}=1,659}. Chiết suất {\displaystyle n_{o}} đối với tia bất thường thay đổi và phụ thuộc vào phương của nó. Tinh thể spat băng đảo là một khối thoi. Đường đi qua các đỉnh của những góc khối lập bởi các góc tù được gọi là trục tinh thể của tinh thể. Mỗi đường thẳng bất kỳ song song với nó được gọi là quang trục của tinh thể. Tiết diện đi qua quang trục và pháp tuyến với mặt của tinh thể được gọi là tiết diện chính của tinh thể. Chiết suất {\displaystyle n_{e}} đối với tia bất thường trong spat băng đảo dao động từ {\displaystyle 1,659} (theo phương của quang trục) đến {\displaystyle 1,486} (theo phương vuông góc với quang trục). Nếu mặt phẳng tới của tia không trùng với tiết diện chính của tinh thể, thì khi khúc xạ tia bất thường sẽ đi ra khỏi mặt phẳng tới và tiến gần đến tiết diện chính. Đặc biệt, nếu tia sáng tự nhiên đập vuông góc với mặt tinh thể, nó sẽ tách ra làm hai, vì tia thường đi qua tinh thể không bị lệch, còn tia bất thường bị lệch khỏi mặt phẳng tới. Các tia thường và bất thường phân cực trong các mặt phẳng vuông góc với nhau.

### Lăng kính phân cực Nichols
Để tách riêng các tia thường và tia bất thường, người ta dùng lăng kính Nichois hay gọi đơn giản là nicôn. Lăng kính Nichois gồm hai phần của tinh thể spat băng đảo được cưa rời ra rồi đem gắn lại bằng nhựa thơm Canada. Khi đi vào lăng kính Nichois, tia sáng tự nhiên tách thành tia thường và tia bất thường. Tia thường phản xạ toàn phần trên lớp nhựa thơm Canada, vì chiết suất của nó ({\displaystyle 1,659}) lớn hơn chiết suất của nhựa thơm Canada ({\displaystyle 1,549}), còn góc tới của tia trên mặt giới hạn được chọn bằng cách cưa tinh thể sao cho góc đó lớn hơn góc giới hạn, sau đó bắt đầu có sự phản xạ toàn phần. Tia bất thường đi qua lớp nhựa thông Canada không bị phản xạ toàn phần, vì đối với nó theo một phương lan truyền đã cho, chiết suất ({\displaystyle 1,515}) nhỏ hơn chiết suất của nhựa thơm Canada.

### Kính phân cực và kính phân tích
Lăng kính Nichols dùng để tách tia sáng phân cực khỏi tia sáng tự nhiên được gọi là kính phân cực. Lăng kính Nichols dùng để xác định mặt phẳng phân cực của ánh sáng phân cực gọi là kính phân tích. Hai lăng kính Nichols đặt kế tiếp nhau sẽ không cho ánh sáng đi qua, nếu chúng bắt chéo nhau, nghĩa là các tiết diện chính của chúng cắt nhau.

### Định luật Malus
Cường độ ánh sáng đi qua kính phân tích tỷ lệ với bình phương của {\displaystyle \cos \varphi } giữa các tiết diện chính của kính phân tích và kính phân cực: {\displaystyle I=I_{o}cos^{2}\varphi }.

### Các pôlarôit
Trong các tinh thể tuamalin, người ta cũng quan sát thấy hiện tượng lưỡng chiết, tuy nhiên sự hấp thụ đối với tia thường rất lớn và thực tế một bản tuamalin dày 1mm chỉ để cho qua tia bất thường phân cực thẳng. Vì sự hấp thụ phụ thuộc vào bước sóng, nên tinh thể tuamalin thao các phương khác nhau có màu sắc khác nhau. Hiện tượng đó được gọi là lưỡng hướng sắc và đã được Biot và Seebech khám phá ra đối với tuamalin năm 1916. Pôlarôit là một màng chất lưỡng hướng sắc hêrapatit (sunfat iotkinin) do Herapath tìm ra năm 1852. Tinh thể con hêrapatit có bề dày bằng 0,1mm thực tế làm phân cực hoàn toàn ánh sáng tự nhiên. Trên gốc       xenlulôit của pôlarôit, người ta đưa vào vô số các tinh thể con hêrapatit định hướng.

### Sự giao thoa của ánh sáng phân cực
Các thí nghiệm của Arago và Fresnel năm 1916 đã chứng minh rằng, sau khi chồng chập các tia phân cực trong các mặt phẳng vuông góc với nhau, người ta không quan sát được hình ảnh giao thoa của các cực đại và cực tiểu. Nếu quay một trong các nicôn đi {\displaystyle 90^{o}}, nghĩa là bảo đảm sự phân cực của cả hai tia ở trong một mặt phẳng, thì người ta sẽ quan sát được hình ảnh giao thoa. Hình ảnh giao thoa không xuất hiện trong trường hợp thứ nhất, điều đó không có nghĩa là không có sự tương tác giữa các tia. Trong trường hợp này, vectơ điện tổng hợp {\displaystyle E} (hay vectơ từ {\displaystyle H}) gồm bởi các vectơ dao động theo phương vuông góc với nhau và tất cả những kết quả của việc cộng những dao động vuông góc có cùng chu kì được ứng dụng trong trường hợp này. Do kết quả của việc cộng hai tia phân cực theo hai phương vuông góc với nhau, ta thu được ánh sáng phân cực elip, trong đó các đầu của những vectơ {\displaystyle E} và {\displaystyle H} vạch những elip với cùng tần số của các dao động xuất phát. Đặc biệt, nếu hiệu quang trình của các tia phân cực phẳng bằng một phần tư bước sóng và các biên độ dao động của chúng cùng pha, thì elip sẽ chuyển sang đường tròn, kết quả là ta có ánh sáng phân cực tròn.

### Sự dị hướng quang học
Dưới tác dụng của điện trường, các tính chất quang học của chất trở nên tương tự với các tính chất của tinh thể đơn trục có quang trục hướng theo vectơ cường độ điện trường.

### Hiệu ứng Kerr
Năm 1875, I.Kerr đã khám phá ra tính dị hướng của các chất điện môi lỏng dưới tác dụng của điện trường. Tụ điện có chất lỏng được đặt giữa hai nicôn {\displaystyle N_{1}} và {\displaystyle N_{2}} bắt chéo nhau. Các mặt phẳng chính của các nicôn lập với phương của điện trường {\displaystyle E} một góc bằng {\displaystyle 45^{o}}. Khi không có điện trường, hệ không cho ánh sáng đi qua. Khi có điện trường, ánh sáng ra khỏi tụ điện Kerr {\displaystyle K} là ánh sáng phân cực elip. Sự phân cực được nghiên cứu dựa vào cái bổ chính {\displaystyle B}. Đối với ánh sáng đơn sắc có bước sóng {\displaystyle \lambda }, hiệu các chiết suất {\displaystyle n_{e}-n_{o}} của các tia bất thường và tia thường tỉ lệ với {\displaystyle E^{2}}: {\displaystyle n_{e}-n_{o}=kE^{2}}. Do đó, hiệu quang trình của các tia trên đoạn đường {\displaystyle l} biểu diễn trong các bước sóng bằng: {\displaystyle {\tfrac {\delta }{\lambda }}={\tfrac {l(n_{e}-n_{o})}{\lambda }}=BlE^{2}}, trong đó {\displaystyle B={\tfrac {k}{\lambda }}} là hằng số Kerr. Hiện tượng Kerr được giải thích bằng sự phân cực của chất điện môi. Các phân tử định hướng theo một phương xác định. Điều đó dẫn đến kết quả là, hằng số điện môi dọc theo phương của trường ({\displaystyle OX}) khác với hằng số điện môi theo các phương vuông góc với phương đó. Elipxôit hằng số điện môi là một elipxôit tròn xoay có các giá trị {\displaystyle \varepsilon } theo các phương chính là:  {\displaystyle \varepsilon _{x}} và {\displaystyle \varepsilon _{y}=\varepsilon _{x}}. Sau khi bỏ điện trường đi, thời gian mất tính dị hướng bằng phần mười tỉ giây. Nếu nuôi tụ điện Kerr bằng một hiệu điện thế cao tần, thiết bị sẽ biến thành một cái khóa quang học, cho phép thực hiện một tỉ lần gián đoạn của ánh sáng trong một giây. Tụ điện Kerr được dùng trong phương pháp Bergstrand để xác định vận tốc ánh sáng, để điều biến cường độ ánh sáng trên phim điện ảnh nói, trong máy điện báo ảnh,...

### Sự lưỡng chiết trong từ trường (Hiện tượng Cotton - Mouton)
HIện tượng này rất tương tự như hiện tượng Kerr. Nếu các phân tử dị hướng có momen từ không đổi, thì dưới tác dụng của từ trường các phân tử đó sẽ định hướng sao cho, xét về toàn bộ, môi trường có tính chất dị hướng. Sơ đồ thiết bị để quan sát sự lưỡng chiết trong từ trường có phương ngang so với tia sáng tương tự như thiết bị Kerr. Hiện tượng Cotton - Mouton được mô tả bởi định luật: {\displaystyle n_{e}-n_{o}=DH^{2}} hay {\displaystyle {\tfrac {\delta }{\lambda }}={\tfrac {l(n_{e}-n_{o})}{\lambda }}=ClH^{2}}, trong đó {\displaystyle H} là cường độ từ trường, còn đại lượng {\displaystyle C={\tfrac {D}{\lambda }}} là hằng số Cotton - Mouton.

### Sự quay của mặt phẳng phân cực
Một số chất (các tinh thể và dung dịch) có khả năng quay mặt phẳng phân cực của tia đi qua chúng. Tùy theo sự quay của mặt phẳng phân cực xảy ra theo phương nào (đối với người quan sát) ở trong chất quang hoạt mà chất đó được gọi là quay phải hay quay trái. Có những tinh thể thạch anh quay phải và tinh thể thạch anh quay trái, những dung dịch đường củ cải và đường mía là những chất quay phải còn dung dịch đường quả là những chất quay trái. Góc quay của mặt phẳng phân cực tỉ lệ với bề dày của bản và khi đi qua một chồng các bản, thì góc đó bằng tổng đại số các góc quay trong mỗi bản. Góc quay của mặt phẳng phân cực tỉ lệ gần đúng với bình phương của bước sóng ánh sáng. Đối với các dung dịch, góc quay của mặt phẳng phân cực (ứng với độ dài không đổi của ống nhỏ) tỉ lệ thuận với nồng độ của chất quang hoạt trong dung dịch. Tính chất đó được dùng trong các dụng cụ đo nồng độ của đường trong dung dịch (các đường kế). Sự quay của mặt phẳng phân cực đã được Fresnel giải thích. Tia phân cực phẳng khi đi vào chất sẽ tách ra thành hai tia phân cực tròn theo các chiều ngược nhau, nhưng khi đi ra khỏi chất chúng lại cho ánh sáng phân cực phẳng. Trong các chất quang hoạt, vận tốc lan truyền của các tia phân cực tròn theo các chiều khác nhau sẽ khác nhau. Do đó mặt phẳng phân cực của tia đi ra quay một góc đối với mặt phẳng của tia đi vào.

### Hiện tượng Faraday
Hiện tượng do Faraday tìm ra như sau: nhiều chất (thủy tinh, cacbon disunfua và một số chất khác) bắt đầu quay mặt phẳng phân cực, nếu từ trường song song với tia. Chiều quay phụ thuộc vào chiều của trường. Góc quay của mặt phẳng phân cực: {\displaystyle \alpha =({\tfrac {A}{\lambda ^{2}}}+{\tfrac {B}{\lambda ^{4}}})lH}, trong đó {\displaystyle A} và {\displaystyle B} là các hằng số đối với chất đã cho, đại lượng {\displaystyle l} là độ dài đường đi của tia trong từ trường có cường độ {\displaystyle H}, {\displaystyle \lambda } là bước sóng ánh sáng. Trong trường hợp này, từ trường làm thay đổi một cách khác nhau các vận tốc lan truyền trước đó như nhau của các tia phân cực tròn theo các chiều ngược nhau ở trong chất.